# غراند باي
غراند باي (بالفرنسية: Grand-Baie)‏ هي قرية ساحلية في موريشيوس تقع ضمن مقاطعة نهر ريمبارت، كما تمتد للجزء الغربي من مقاطعة بومبليموس. يقوم مجلس قرية غراند باي بإدارة القرية وذلك بإشراف مجلس مقاطعة نهر ريمبارت. بلغ عدد سكان القرية 11,910 نسمة حسب التعداد الذي أجرته وكالة التعداد الوطنية عام 2011.